# Peter Schiwy
Peter Schiwy (* 3. April 1936 in Berlin; † 28. September 2023 in Wedemark) war ein deutscher Jurist, Journalist und Rundfunkintendant (RIAS, NDR).

## Leben
Schiwy studierte nach dem Abitur im Jahr 1955 an der Freien Universität Berlin und an der Universität Köln Jura, Publizistik und Osteuropäische Geschichte. Als Jurist bestand er die Große juristische Staatsprüfung . Anschließend absolvierte er ab 1961 ein Volontariat beim Axel-Springer-Verlag. 1973 promovierte Schiwy zum Dr. jur., parallel dazu arbeitete er zwischen 1963 und 1979 als Journalist für mehrere Zeitungen. So war er Zeitungskorrespondent in Berlin und für die DDR unter anderem beim Hamburger Abendblatt, Handelsblatt und der Neuen Zürcher Zeitung.

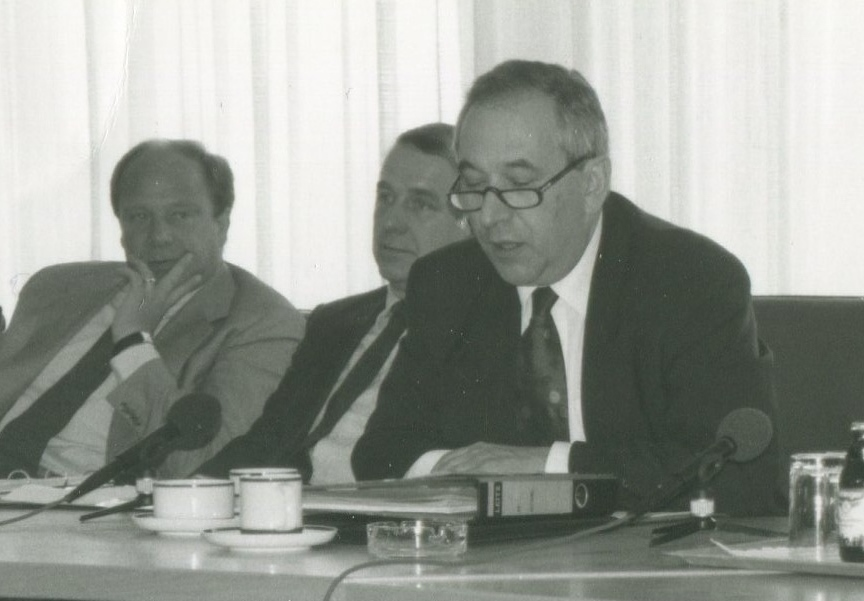
Peter Schiwy (rechts) mit Kollegen Klaus Berg und Gernot Romann (Foto: etwa 1990)

Schiwy war 1979 bis 1982 Mitarbeiter und zuletzt Leiter der Abteilung Ost-Politik bei RIAS Berlin, 1982 bis 1984 Chefredakteur Fernsehen beim Norddeutschen Rundfunk (NDR) und wurde 1984 Intendant des RIAS. In seine Amtszeit fiel der Ausbau des bisher nur stundenweise ausgestrahlten und größtenteils aus Übernahmen des 1. Programms bestehenden RIAS 2 zu dem eigenständigen Vollprogramm der Jugendwelle rias 2 als eines der ersten heute im Hörfunk weitgehend üblichen Formatradios. Nach Schiwy bewirkte sein „Erfolg, die erkennbare Irritation des DDR-Propagandarundfunks, der alsbald als hilflose Antwort DT64 neu formatierte, [...] Überlegungen, die neu gewonnene Strahlkraft des RIAS weiter zu stärken.“ Eine Folge davon war 1987 der Start von RIAS-TV als Frühstücksfernsehen, das allerdings von vornherein nur als stundenweises Programm konzipiert war. In diesem Jahr wechselte Schiwy in gleicher Stellung zum NDR nach Hamburg, dessen Intendant er bis 1991 blieb. Er wurde Anteilseigner des Radiosenders 94,3 rs2, der aus der Privatisierung von rias 2 hervorging, und war zwischen 1992 und 1994 dort auch Geschäftsführer. Zuletzt war Schiwy Partner einer Rechtsanwaltskanzlei und Honorarprofessor an der Deutschen Hochschule für Verwaltungswissenschaften in Speyer.
Seit Juni 2011 war Peter Schiwy Mitglied im Stiftungsrat der Stiftung Zukunft Berlin.
Er starb am 28. September 2023 in Wedemark.